# Rudolf Diwald
Rudolf „Rudi“ Josef Diwald (* 22. Juli 1921 in Wien; † 2. September 1952 ebenda) war ein österreichischer Tischtennisspieler und -trainer.
1939 wurde er mit dem Post SV Wien Deutscher Mannschaftsmeister; 1940 wurde er Deutscher Meister im Einzel.

## Leben und Wirken
Rudolf Diwald wurde am 22. Juli 1921 als Sohn des Gastwirts Josef Diwald (* 19. Februar 1888 in Großriedenthal; † 8. November 1960 in Wien-Alsergrund) und dessen Ehefrau Josefa (geborene Maier; * 7. März 1886 in Großriedenthal; † 8. Jänner 1969 im Kaiserin-Elisabeth-Spital in Wien-Rudolfsheim-Fünfhaus) in der Alservorstadt im 8. Wiener Gemeindebezirk geboren und am 31. Juli 1921 auf den Namen Rudolf Josef getauft. Seine Eltern hatten am 26. Mai 1914 in Wien-St. Josef ob der Laimgrube geheiratet; zu diesem Zeitpunkt war der Vater Schankgehilfe und die Mutter Köchin.
Rudolf Diwald absolvierte seine Schulzeit unter anderem in der Josefstadt, wurde am 19. Mai 1932 gefirmt und trat in seiner Jugend auch als Schwimmer in Erscheinung. Diese Schwimmkarriere setzte er auch während seiner Studienzeit an der Universität Wien fort, als er etwa 1938 an den Deutschen Studentenmeisterschaften in Mannheim teilnahm.
Seine Vereinslaufbahn im Tischtennis begann Rudi Diwald um das Jahr 1937 beim Post SV Wien, mit dem er – nach dem Anschluss Österreichs – 1939 deutscher Mannschaftsmeister wurde. Ein Jahr später wurde er bei der Deutschen Tischtennis-Meisterschaft 1940 in Baden bei Wien nach Siegen über Blahs (1. Runde), Hermann Hauser (2. Runde), Johann Hartwich (3. Runde) und Herbert Wunsch (Endspiel) auch deutscher Einzelmeister. Bereits 1938 hatte er im Einzelwettbewerb um die Deutsche Tischtennis-Meisterschaft teilgenommen, war jedoch nach einem Erstrundensieg über Diehl in Runde 2 gegen Dieter Mauritz ausgeschieden. Speziell ab den 1940er Jahren trat er mit den Postlern auch in Duellen zwischen Herren- und Frauenmannschaften in Erscheinung und gewann beispielsweise im Oktober 1940 ein Spiel gegen die gerade aufstrebende Trude Pritzi. Bei den 2. Deutschen Kriegsmeisterschaften schied er im Herreneinzel bereits frühzeitig gegen den späteren Deutschen Meister Heinz Raack aus. Im Herrendoppel verlor er zusammen mit Heinrich Bednar in der 3. Runde gegen Erich Hofer und Erich Hochenegger. Etwa um das Jahr 1941 kam er zum 1. Wiener TTK, für den er zumindest ab dem nachfolgenden Jahr zum Einsatz kam.
Nach dem Zweiten Weltkrieg holte er mit der österreichischen Tischtennisnationalmannschaft bei der Weltmeisterschaft 1948 Bronze. 1946 wurde er mit Herbert Wunsch Österreichischer Meister im Doppel, 1947 (mit Wunsch) und 1949 (mit Hochenegger) belegte er im Doppel jeweils den 2. Platz. Um das Jahr 1950 schien er als Tischtennisspieler beim SV Finanz auf, zu dem er von der Vienna gekommen war. Bei der Tischtennisweltmeisterschaft 1951 in Wien trat er nur im Einzel in Erscheinung, schied dabei jedoch frühzeitig aus. Nach dem Ende seiner aktiven Laufbahn wirkte er als Tischtennistrainer; zuletzt beim Oberösterreichischen Tischtennisverband.
Am 2. September 1952 starb Diwald 31-jährig in Wien-Penzing. Er wurde am 6. September 1952 am Hietzinger Friedhof (Gruppe 18, Reihe 4, Nummer 93) beerdigt. Das Grab, in dem 1960 auch sein Vater und 1969 seine Mutter bestattet wurden, wurde laut Information der Friedhöfe Wien GmbH im Jahre 1989 aufgelassen.

## Vereine
- Post SV Wien (ab 1937)
- 1. Wiener TTK (um 1941/42)
- Vienna (bis 1950)
- SV Finanz (ab 1950)

## Sportliche Erfolge
- Tischtennisweltmeisterschaft
  - 1948 in London: 3. Platz mit Österreich

- Nationale Deutsche Meisterschaften
  - 1940 in Baden: 1. Platz Einzel

- Deutsche Mannschaftsmeisterschaften
  - 1939 in Hamburg: 1. Platz mit dem PSV Wien

- Österreichische Meisterschaften
  - 1946 in Wien: 1. Platz Doppel (mit Herbert Wunsch)
  - 1947 in Wien: 2. Platz Doppel (mit Herbert Wunsch)
  - 1949 in Graz: 2. Platz Doppel (mit Erich Hochenegger)

## Turnierergebnisse
| Verband | Veranstaltung     | Jahr | Ort     | Land | Einzel    | Doppel       | Mixed        | Team |
| ------- | ----------------- | ---- | ------- | ---- | --------- | ------------ | ------------ | ---- |
| AUT     | Weltmeisterschaft | 1948 | Wembley | ENG  | letzte 32 | keine Teiln. | keine Teiln. | 3.   |
| AUT     | Weltmeisterschaft | 1951 | Wien    | AUT  | letzte 64 | keine Teiln. | keine Teiln. |      |